# Черна попадийка
Черен блян (Hyoscyamus niger), наричано също бленика, черна попадийка и буника, е тревисто едногодишно или двугодишно растение. Растението е включено в списъка на лечебните растения съгласно Закона за лечебните растения.
Разпространено по буренливи места. Спада към семейство Картофови (Solanaceae). Съдържа отровни алкалоиди като хиосциамин, скополамин, атропин. Хиосциаминът достига до 0,3%. Изсушаването на растенията не променя тяхната отровност. Древните гърци са вярвали, че този, който яде от него, може да види бъдещето. Използвано е било и като съставка в любовни отвари. Отвара от листата се използва за медицински цели.[източник? (Поискан днес)]
Произлиза от Евразия, но в днешно време е разпространено из цял свят.